# Koleje Jižní Město

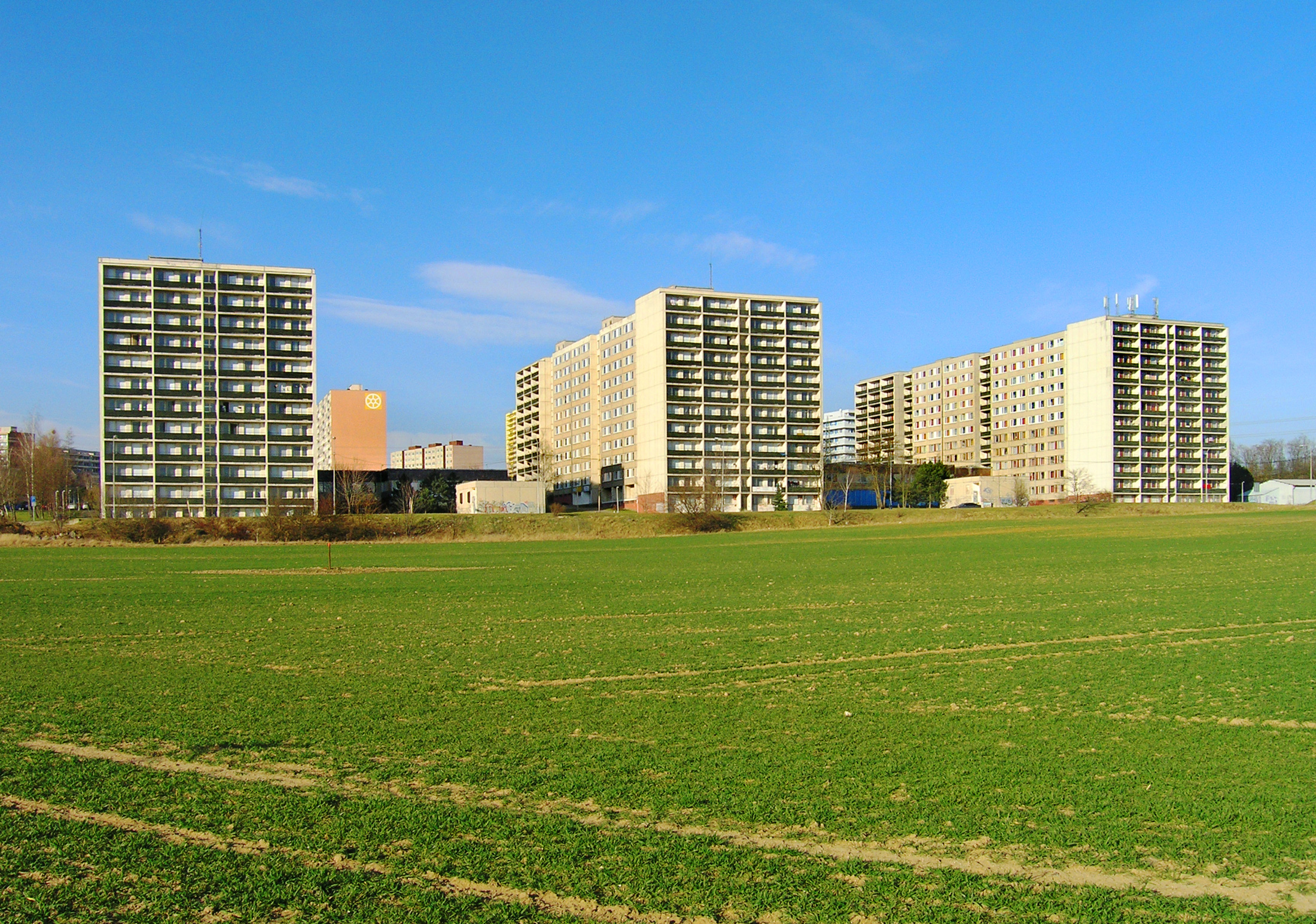
Koleje Vltava, Otava a Blanice od jihu

Koleje Jižní Město je komplex pěti vysokoškolských kolejí nacházejících se v Praze-Jižním Městě na území Kunratic. Skládají se z 6 samostatných budov. Součástí komplexu je i budova Vysoké školy ekonomické.

## Popis budov
Koleje byly postaveny začátkem 80. let 20. století v rámci výstavby sídliště Jižní Město II. Jejich celková kapacita je téměř 5 000 studentů. Jsou součástí komplexu Jižní Město, ale leží v městské části Praha-Kunratice.
Ve východní části areálu se nacházejí čtyři podobné koleje: Blanice pro studenty Vysoké školy ekonomické, Otava pro studenty Karlovy univerzity, Sázava především pro studenty Vysoké školy chemicko-technologické a Vltava pro Vysokou školu ekonomickou a pro Karlovu univerzitu. Každá budova má deset pater. Všechny jsou architektonicky stejně členěné a orientované, pouze kolej Sázava je položena severněji a je kratší (na jejím patře je 18 buněk oproti 26 na ostatních třech kolejích). Ubytováni je v dvoulůžkových pokojích na buňkách: dva pokoje v jedné buňce mají společnou předsíň, kuchyň a sociální zařízení. Součástí komplexu je i studentský klub Blanice, restaurace, večerka a diskotéka El Mágico.
Architektonicky jinak řešená je kolej Volha, která je určena především pro studenty Vysoké školy chemicko-technologické. Má jedenáct pater; v každé buňce dva dvoulůžkové pokoje se společnou předsíní a sociálním zařízením, kuchyňky jsou společné na chodbách. U vrátnice se nachází samostatná menza.
Nejnovější kolejí je Apartman Student, který vznikl přestavbou budovy bývalé menzy vedle budovy VŠE.

## Další fotografie

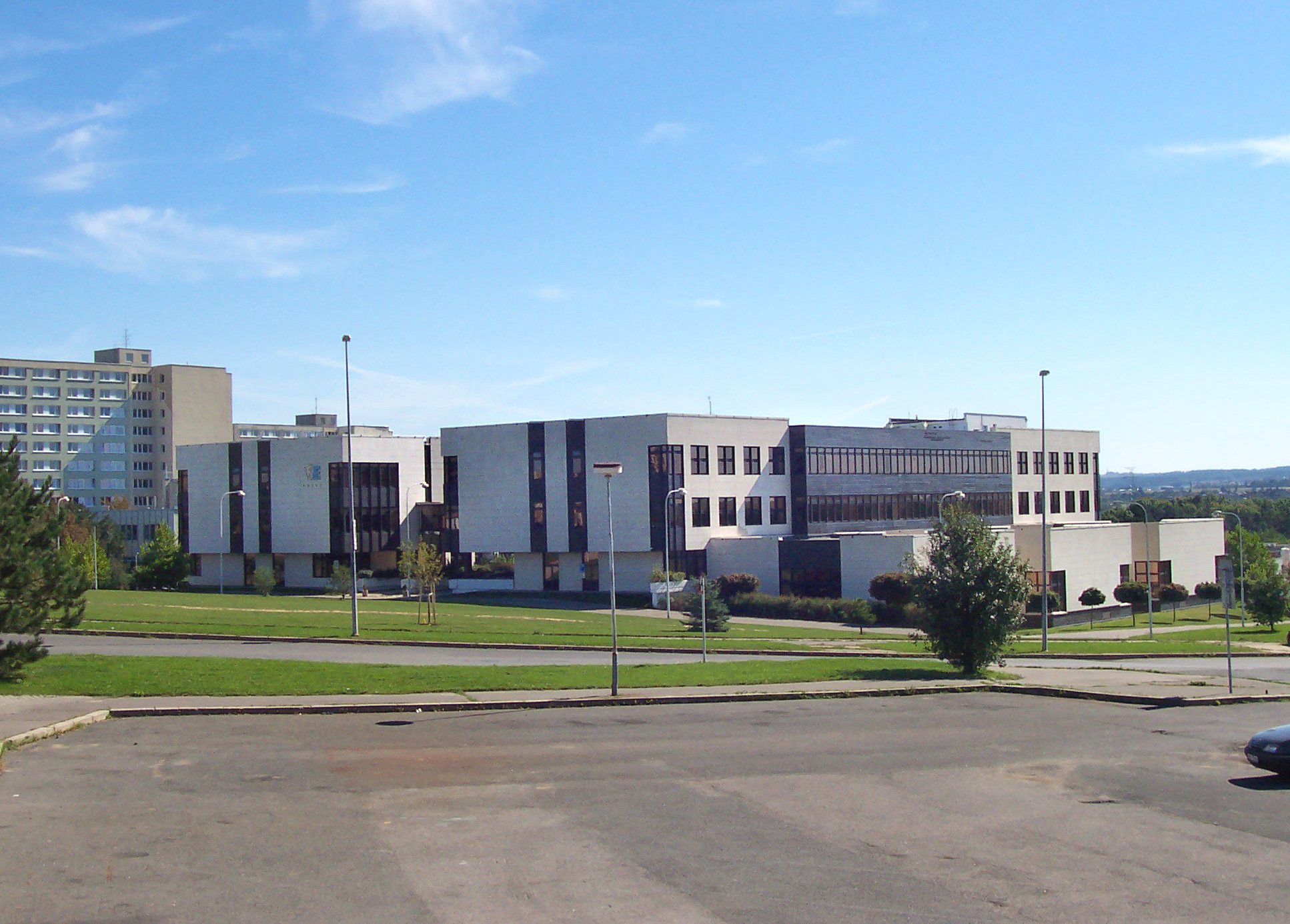
Budova VŠE, vlevo kolej Sázava
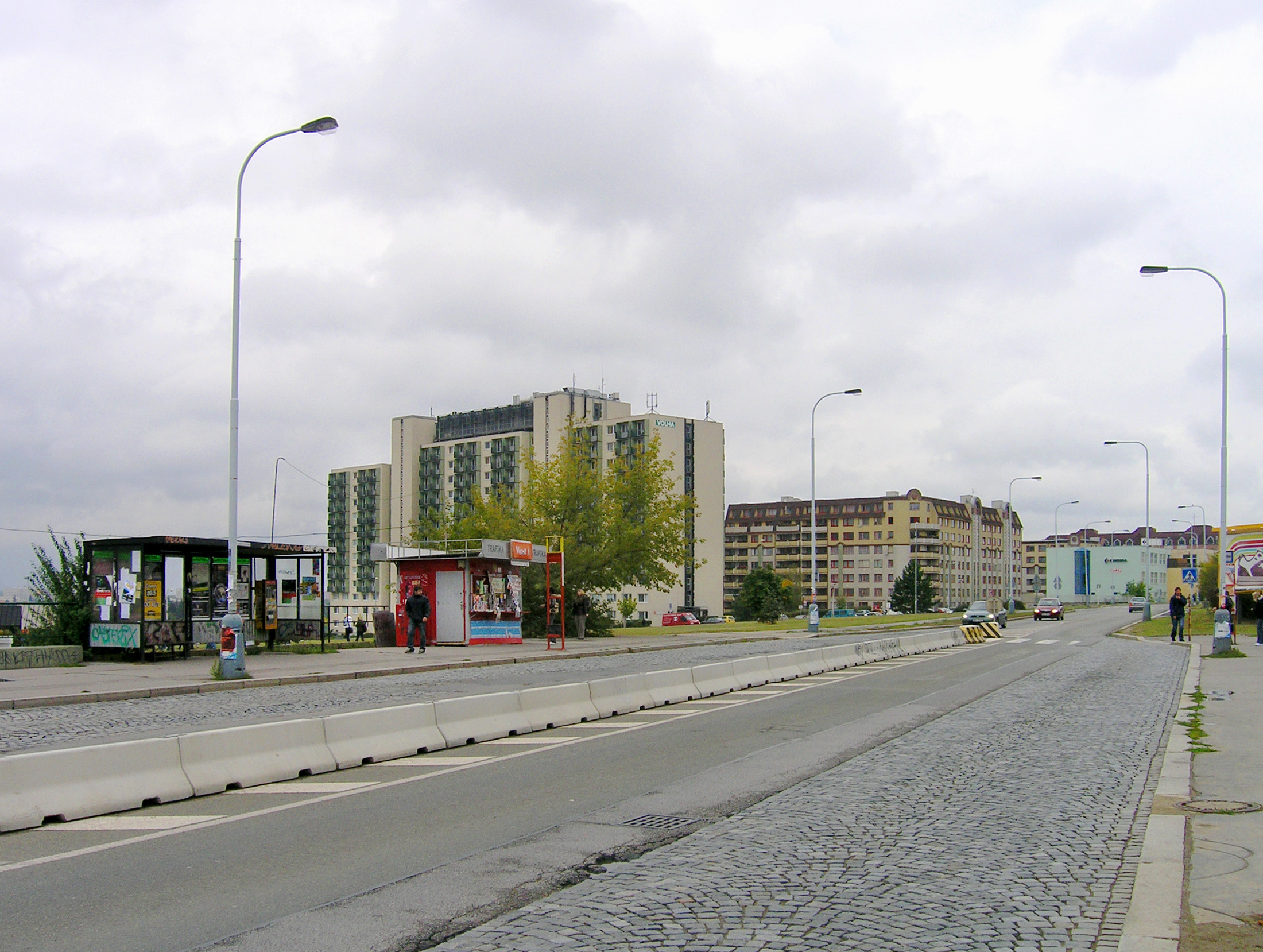
Zastávka MHD u kolejí, vlevo kolej Volha
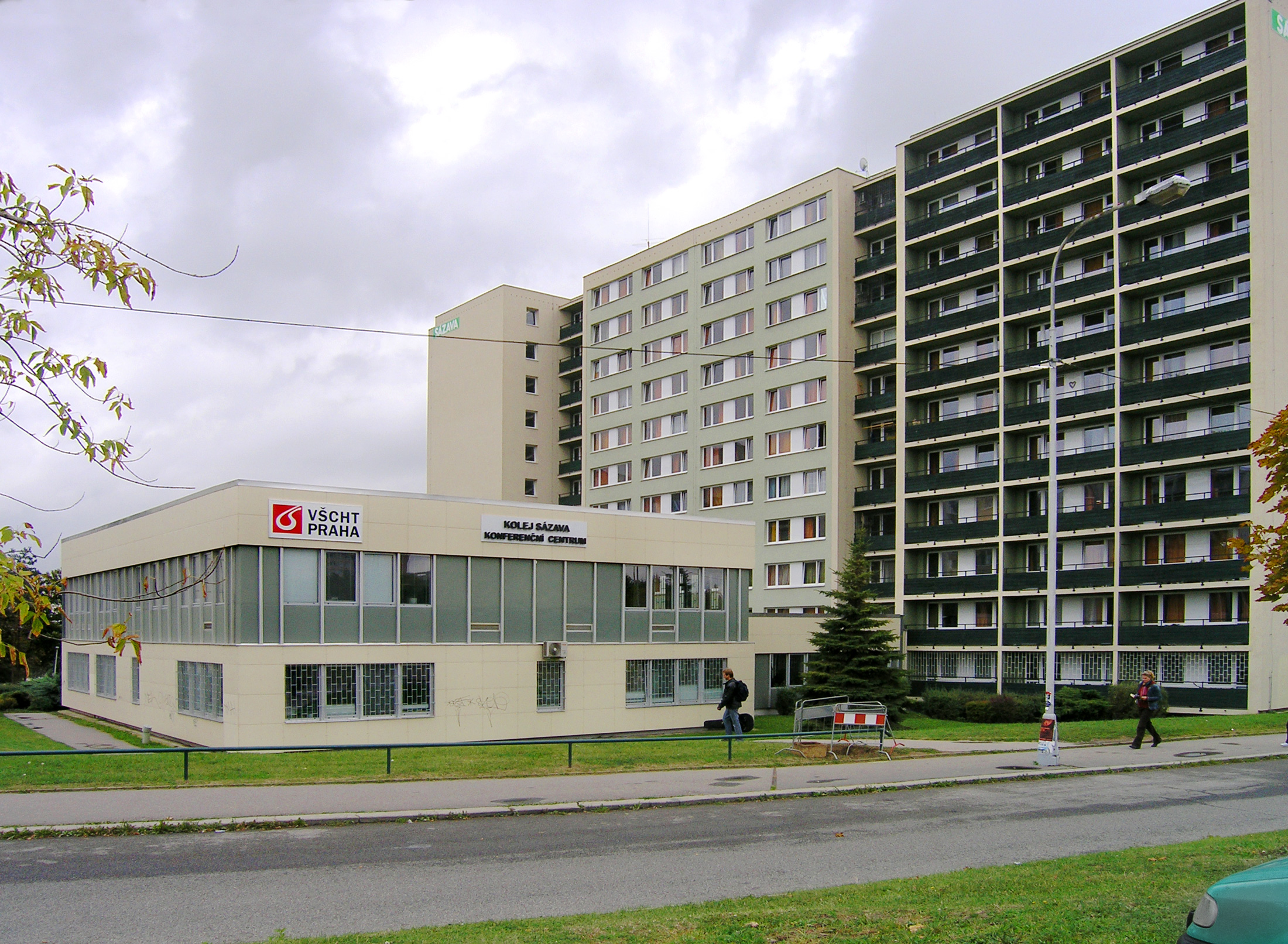
Kolej Sázava a její konferenční centrum
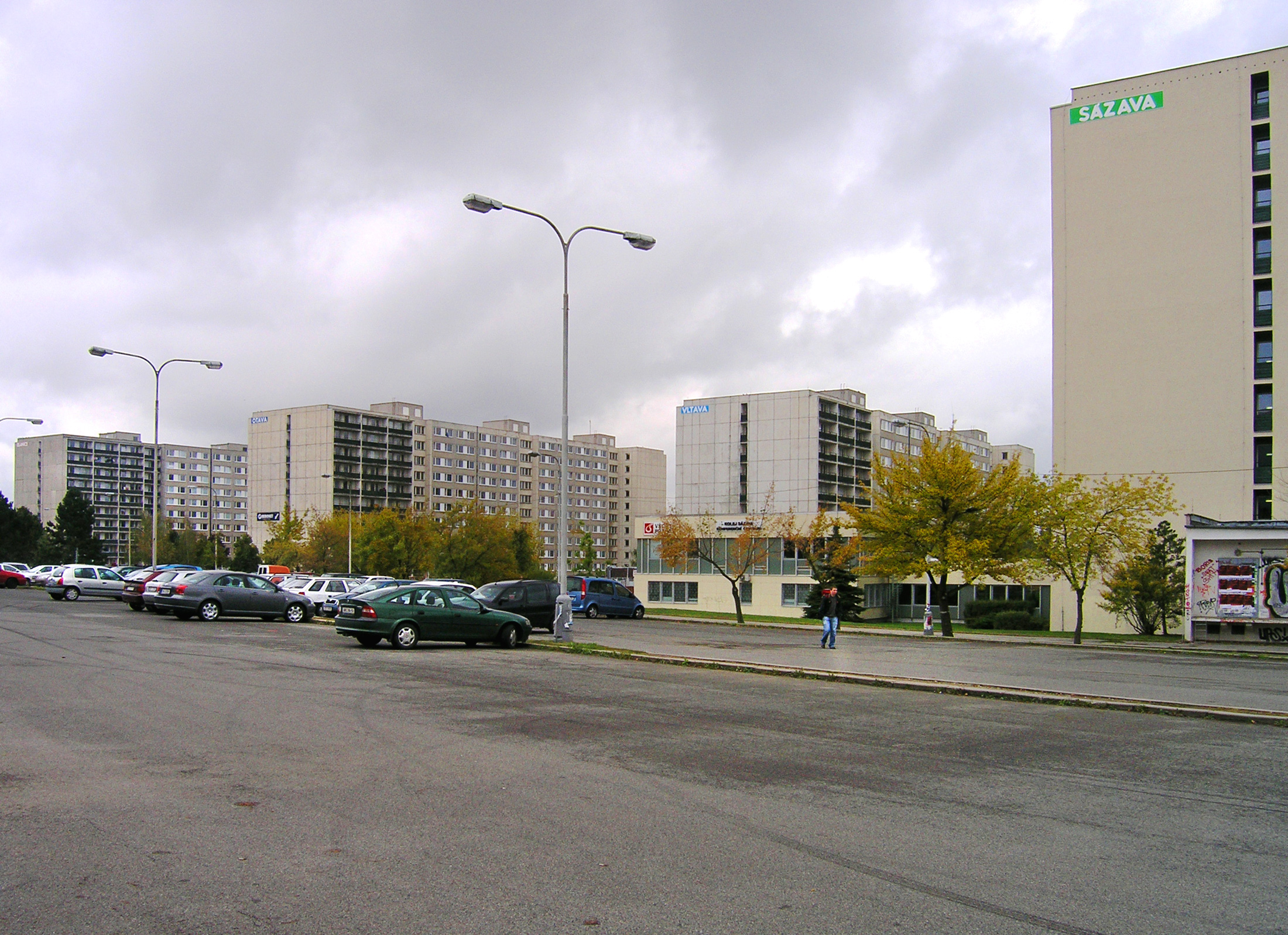
Koleje od severozápadu
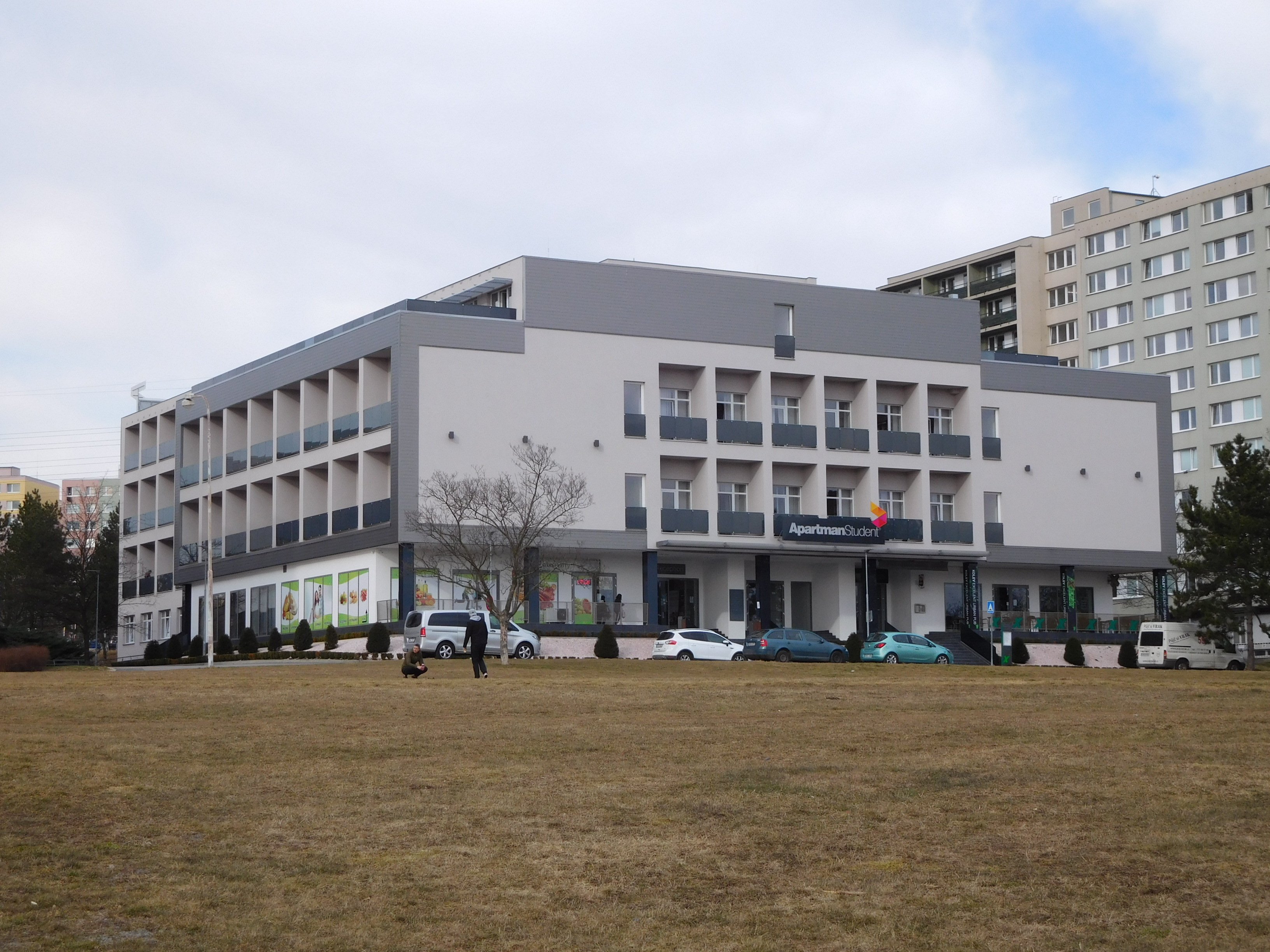
Apartman Student